# Ogyrides tarazonai
Ogyrides tarazonai is een garnalensoort uit de familie van de Ogyrididae. De wetenschappelijke naam van de soort is voor het eerst geldig gepubliceerd in 1988 door Wicksten & Mendez G..